# Джалайд-Ци
Джалайд-Ци (кит. упр. 扎赉特旗, пиньинь Zhālàitè qí) — хошун аймака Хинган автономного района Внутренняя Монголия (КНР).

## История
Предки нынешнего населения этих мест жили между рекой Аргунь и озером Хулун. В XV веке они откочевали на восток, за Большой Хинган, и расселились вдоль реки Нэньцзян; возглавил их потомок в 15-м поколении Джочи-Хасара, и потому они стали известны как «хорчины» («стрелки из лука»). Затем глава хорчинов выделил земли западнее Нэньцзяна в качестве кочевьев для своего сына — так было положено начало племени джалайдов.
Когда в XVII веке южные монголы покорились маньчжурам, те ввели среди монголов «знамённую» систему, и местные монголы были объединены в «знамя» (по-монгольски — хошун, по-китайски — ци).
После Синьхайской революции эти земли были переданы под юрисдикцию провинции Хэйлунцзян. После японской интервенции 1931 года в 1932 году на территории китайского Северо-Востока было образовано марионеточное государство Маньчжоу-го. Власти Маньчжоу-го включили хошун в состав провинции Синъань.
После войны хошун был включён в состав аймака Хинган автономного района Внутренняя Монголия. В 1953 году восток Внутренней Монголии был выделен в особую административную единицу, и аймак Хинган был расформирован. В 1954 году от особого статуса восточной части Внутренней Монголии было решено отказаться, однако аймак восстанавливать не стали, а его бывшие земли вошли в состав аймака Хулун-Буир.
В 1969 году аймак Хулун-Буир был передан в состав провинции Хэйлунцзян. В 1979 году аймак был возвращён в состав автономного района Внутренняя Монголия. В 1980 году аймак Хинган был воссоздан в прежних границах.

## Административное деление
Хошун Джалайд-Ци делится на 7 посёлков, 3 волости и 3 сомона.

## Экономика
Основу экономики составляют производство древесины, овцеводство, выращивание зерновых культур и животноводство.

## Международные связи
Городом-побратимом Джалайда является Портсмут, что было официально заявлено в мае 2004 года.